# Baroneti Fergusson
Baroneti Fergusson Kilkerrana (angleško Fergusson Baronetcy) v okrožju Ayr je naziv baronetov Nove Škotske, ki je bil 
ustanovljen 30. novembra 1703 za slavnega odvetnika Johna Fergussona. 

## Baroneti
Drugi baronet je predstavljal Sutherland v britanskem Spodnjem domu in je bil Lord seje z nazivom Lord Kilkerran. 
Tretji baronet je bil član parlamenta za Ayrshire in Edinburgh; leta 1796 je hotel pridobiti še naziv Grof Glencairna. Lordska zbornica je odločila, da se je izkazal kot naslednik Alexandra Cunninghama, 10. grof Glencairna, a si ne zasluži naziva grofa.
Šesti baronet je bil konzervativni politiki, kolonialni guverner in bil generalni guverner Nove Zelandije (1873-74) in guverner Bombaja (1880-85).
Sedmi baronet je bil tudi generalni guverner Nove Zelandije (1924-30).
Osmi baronet je bil pisatelj, zgodovinar in bil je tudi Lord-Lieutenant of Ayrshire.

## Drugi člani družine
Tudi drugi člani družine Fergusson so bili znani. James Andrew Fergusson (1872-1942; drugi sin šestega baroneta) je bil admiral Kraljeve vojne mornarice, Charles Dalrymple (drugi sin petega baroneta) je bil politik in začetnik baronetov Dalrymple, Bernard Edward Fergusson, Baron Ballantrae (najmlajši sin sedmega baroneta) je postal tudi generalni guverner Nove Zelandije in njegov sin, George Fergusson, je trenutno visoki komisar Združenega kraljestva za Novo Zelandijo.
Tudi tast 7. baroneta, David Boyle, 7. vojvoda Glasgowa, je bil guverner Nove Zelandije.

## Seznam baronetov
- Sir John Fergusson, 1. baronet (umrl 1729)
- Sir James Fergusson, 2. baronet (1687–1759)
- Sir Adam Fergusson, 3. baronet (1733–1813)
- Sir James Fergusson, 4. baronet (1765–1838)
- Sir Charles Dalrymple Fergusson, 5. baronet (1800–1849)[4]
- Sir James Fergusson, 6. baronet (1832–1907)
- Sir Charles Fergusson, 7. baronet (1865–1951)
- Sir James Fergusson, 8. baronet (1904–1973)
- Sir Charles Fergusson, 9. baronet (rojen 1931)